# Искрицкий, Александр Александрович
Алекса́ндр Алекса́ндрович Искри́цкий (15 [27] сентября 1806; Санкт-Петербург, Российская империя — 15 [27] марта 1867) — отставной генерал-майор русской армии, георгиевский кавалер. Участник Русско-турецкой войны (1828—1829). Член Археографической комиссии (1839), начальник Архива Военно-топографического депо (1840).

## Биография
А. А. Искрицкий родился 15 сентября 1806 года в Санкт-Петербурге. Происходил из дворян. Отец — обер-секретарь Сената Александр Михайлович (р. 1782). Мать — Антонина Степановна Менджинская. Братья — Демьян (1803—1831, декабрист) и Михаил (р. 1802).
С 10 февраля 1823 года в службе фейерверкером Михайловского артиллерийского училища, с 9 марта в юнкерских классах (не окончил). 1 июня того же года был определён в Свиту Его Величества по квартирмейстерской части колонновожатым. 6 апреля 1824 года произведён в офицерский чин прапорщика. 29 марта переведён в Гвардейский Генеральный штаб. 25 марта 1828 года присвоен чин подпоручика. Участвовал в Русско-турецкая война 1828—1829 годов на Балканском театре военных действий дивизионным квартирмейстером в 3-я бригаде сводной дивизии 5-го пехотного корпуса. 6 апреля 1830 года получил чин поручика. 10 апреля 1832 года был переведён в Генеральный штаб. 25 апреля произведён в штабс-капитаны, а 6 декабря того же года — в капитаны.
А. А. Искрицкий был помощником начальника библиотеки Генерального штаба, а после состоял в распоряжении военного министра и генерал-квартирмейстера. 29 марта 1836 года ему был присвоен чин подполковника. В 1839 году А. А. Искрицкого назначили членом в Археографическую комиссию для участия от Военного министерства в разборе древних актов его архивов. 15 августа 1840 года он был назначен начальником Архива Военно-топографического депо. 11 апреля 1846 произведён в полковники.
29 августа 1848 года А. А. Искрицкий был уволен в отставку генерал-майором.
Умер 15 марта 1867 года.

## Награды
Российской империи:
- Орден Святой Анны 4-й степени (1827)
- Орден Святой Анны 3-й степени с бантом (4 марта 1828)
- Золотое оружие «За храбрость» (24 марта 1829)
- Орден Святого Владимира 4-й степени (24 апреля 1834)
- Высочайшее благоволение (1834) — за опыт стенографии.
- Орден Святого Станислава 2-й степени (19 апреля 1842)
- Орден Святой Анны 2-й степени с императорской короной (24 марта 1844)
- Орден Святого Георгия 4-й степени (№ 7417; 12 января 1846)[5]
- Медаль «За турецкую войну»[6]

Иностранных государств:
- Орден Вазы кавалерский крест (1827, королевство Швеция)